# Elsigenalp
Elsigenalp, également appelée Skizentrum Elsigen-Metsch, est une station de ski de taille moyenne, située à environ 10 km de Frutigen, dans le sud de l'Oberland Bernois, dans le canton de Berne en Suisse.
Le domaine skiable est constitué de deux sous-domaines, qui sont - difficilement - reliés entre eux par le téléski Metschegge.

## Elsigenalp
Le domaine d'altitude est relié depuis le village d'Elsigbach par une téléphérique. Un petit parking gratuit est situé directement aux pieds de sa gare de départ.
Le parc de remontées mécaniques est constitué uniquement de téléskis. La plus haute installation relie le Helsighorn à 2 289 m. Les pistes, situées en majorité au-delà de la limite de la forêt, sont dans l'ensemble nombreuses et relativement variées mais offrent une dénivelé maximale assez restreinte - 490 m.

## Sous-domaine de Metsch
Le sous-domaine de Metsch est quant à lui desservi uniquement par deux téléskis.
Le domaine total Elsigen-Metsch est relativement petit, a fortiori si on le compare avec la station voisine d'Adelboden. Il offre néanmoins quelques pistes intéressantes, ainsi qu'une certaine sécurité au niveau de l'enneigement : rares sont en Suisse les stations de ski de cette petite taille à avoir investi dans un réseau de canons à neige.
La station est membre du regroupement de stations Adelboden - Lenk... dänk!.